# Ceratophygadeuon anurus
Ceratophygadeuon anurus là một loài tò vò trong họ Ichneumonidae.